# San Michele di Serino
San Michele di Serino – miejscowość i gmina we Włoszech, w regionie Kampania, w prowincji Avellino.
Według danych na 1 stycznia 2022 roku gminę zamieszkiwało 2426 osób (1218 mężczyzn i 1208 kobiet).